# Kammathmarikunte, Challakere
Kammathmarikunte là một làng thuộc tehsil Challakere, huyện Chitradurga, bang Karnataka, Ấn Độ.